# Túmulo do rei David
Túmulo do Rei David  é um lugar considerado por alguns como o lugar de sepultamento do rei bíblico Davi de Israel, segundo uma tradição cristã, judaica e muçulmana que iniciou no século IX ou XII d.C, a. A maioria dos historiadores e arqueólogos não considera o lugar como o verdadeiro local de descanso do Rei David.
Está localizada no Monte Sião, em Jerusalém,perto da Abadia da Dormição do século XX. Acredita-se que a tumba esteja situada em um canto dos restos da antiga Hagia Zion, considerada uma igreja bizantina ou uma sinagoga da era romana tardia.
Devido à incapacidade dos judeus israelenses de alcançar locais sagrados na Cidade Velha de Jerusalém durante a anexação jordaniana da Cisjordânia (1948-1967), a Tumba de Davi foi promovida como um local de adoração, e o telhado do edifício, acima do Cenacle, foi procurado por suas visões do Monte do Templo, e assim se tornou um símbolo de oração e anseio. O edifício, originalmente construído como uma igreja, depois uma mesquita, foi dividido em dois imediatamente após o fim da guerra da Palestina de 1947-1949; o térreo com a tumba foi convertido em uma sinagoga, e a cobertura muçulmana na tumba foi substituída por uma bandeira israelense e, em seguida, um parochet. A partir daí, o Ministério dos Assuntos Religiosos israelense iniciou o processo de transformação do local religioso em israel. A oração judaica foi estabelecida no local, e símbolos religiosos judeus foram adicionados. De 1948 até a Guerra dos Seis Dias em 1967, foi considerado o local judeu mais sagrado de Israel.
O composto da tumba inclui o local tradicionalmente identificado como Cenacle ou Upper Room, o local de encontro original da comunidade cristã primitiva de Jerusalém. Nos últimos anos, houve crescentes tensões entre ativistas judeus e adoradores cristãos no local.